# آوازلار
آوازلار (به لاتین: Avazlar) یک منطقهٔ مسکونی در جمهوری آذربایجان است که در شهرستان لاچین واقع شده‌است.